# Connemara
Connemara (irsk Conamara) er et område i vestirland.
Connemara pony stammer fra Connemara.